# Jordan Nobbs
Jordan Nobbs (Stockton-on-Tees, 8 dicembre 1992) è una calciatrice britannica, centrocampista dell'Aston Villa e della nazionale inglese.

## Biografia
Cresciuta in una famiglia di sportivi, anche il padre Keith è stato un calciatore professionista rimasto in attività fino al 1995

## Carriera

### Club
Dal 2008 al 2011 ha giocato nel Sunderland; dal 2010 al 2023 gioca nell'Arsenal, squadra con cui ha vinto per tre volte il campionato inglese femminile e per tre volte la FA Cup femminile.

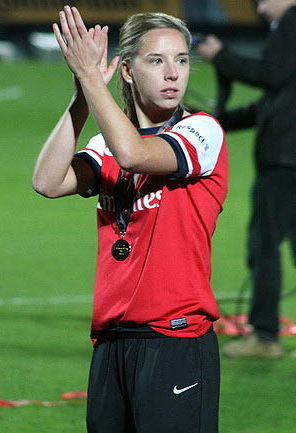
Nobbs con la maglia dell' nel 2012.

Nel 2023 è passata all'Aston Villa

### Nazionale
Nel 2007 ha partecipato ai Mondiali Under-17, nei quali è anche stata il capitano della selezione inglese. Dal 2008 al 2011 ha giocato con la Nazionale Under-19, nella quale ha giocato in totale 31 partite segnando anche 13 reti. Nel 2010 ha poi partecipato ai Mondiali Under-20, nei quali ha disputato 3 partite senza mai segnare; successivamente ha vestito anche la maglia della Nazionale Under-23, con la quale ha segnato una rete in 3 presenze.
Con la Nazionale maggiore (con la quale ha esordito nel 2013) ha vinto la Cyprus Cup nel 2013, ed partecipato sia agli Europei del 2013 che ai Mondiali del 2015.

## Palmarès

### Club
- Campionato inglese: 3

Arsenal: 2011, 2012, 2018-2019
- FA Women's Cup: 4

Arsenal: 2010-2011, 2012-2013, 2013-2014, 2015-2016
- FA Women's League Cup: 4

Arsenal: 2012, 2013, 2015, 2017-2018

### Nazionale
- Cyprus Cup: 1

2013
- Arnold Clark Cup: 2

2022, 2023
- Finalissima: 1

2023
- Campionato d'Europa under 19: 1

2009